# Fritz Corsing
Fritz Corsing (* 3. Januar 1888 in Berlin; † 9. Dezember 1961 in New York), auch Fritz Harold Corsing, bis 1926 Fritz Cohn, war ein deutsch-amerikanischer Jurist, Regierungsbeamter und Schriftsteller.

## Leben
Fritz Cohn wurde in Berlin als Sohn eines Fabrikanten geboren. Cohn absolvierte das Askanische Gymnasium in der Berliner Friedrichsvorstadt (heute Tempelhof).  Er studierte Rechtswissenschaften in Berlin, München und Würzburg. An der Königlich Bayrischen Julius-Maximilians-Universität Würzburg wurde er 1912 mit der Dissertation Das konfessionelle Element im preußischen Volksschulrecht zum Dr. jur. promoviert. Er erhielt die Note „magna cum laude“. Nach der Promotion wurde Cohn 1915 Gerichtsassessor in Berlin. Er war eine Zeitlang Staatsanwalt. 1916/17 wurde er als juristischer Beirat zum kriegswichtigen Elektrokonzern AEG beurlaubt. Nach der Novemberrevolution wurde er 1920 im preußischen Staatsministerium (Landesregierung) Regierungsrat und Hilfsreferent. Er erlebte dort den Kapp-Lüttwitz-Putsch. Er wurde Mitarbeiter von Ministerpräsident Otto Braun (SPD). 1922 wurde er zum Ministerialrat ernannt. Von 1922 bis 1933 war er stellvertretender Generaldirektor der Preußischen Staatsarchive.
Cohn änderte seinen Nachnamen 1926 zu Corsing. Er war seit 1941 verheiratet mit Hildegard Oster (* 19. November 1907 in Berlin; † unbekannt in New York).
Er schrieb einige Fachaufsätze in juristischen und verwaltungskundlichen Fachzeitschriften, beispielsweise zum Namensrecht. In der Weimarer Republik wurde politisch um die Todesstrafe gestritten. Er veröffentlichte beim Berliner Alfred Metzner Verlag das Buch Soll die Todesstrafe Gesetz bleiben? Ein Beitrag zu ihrer Entwicklungsgeschichte. Es setzte sich außer mit der Rechtspolitik und Rechtssystematik auch mit der internationalen Geschichte und sogar der literarischen Rezeption der Todesstrafe auseinander und plädierte klar für die Abschaffung. Der Band wurde auf sozialdemokratischer Seite als fundierte Materialquelle für Redner und Parlamentarier empfohlen. Das Buch wurde hingegen von rechtsstehenden Juristen wie dem Wiener Universitätsprofessor Wenzeslaus von Gleispach in der renommierten Juristischen Wochenschrift als „Propagandaschrift“ abqualifiziert.
Corsing entwickelte weiter Interesse an schriftstellerischer und publizistischer Tätigkeit und trat 1928–33 im Rundfunkprogramm mehrfach abends mit Lesungen auf (Erzählungen, Novelle Die Anklage, Von Abenteurern und Glücksrittern) und Vorträgen auf (über Memoiren und Erinnerungstexte,  Kunst des Briefeschreibens). Von 1927 bis 1933 war er im Auftrag des Staatsministeriums Kurator des Amtsblatts Deutscher Reichs- und Preußischer Staatsanzeiger. 1932 wurde er als Beamten-Beisitzer des Dienststrafhofs ernannt, außerdem Ersatzmitglied im Vorstand der Zusatzversorgungs-Anstalt.
Corsing war SPD-Mitglied und Jude. Nach der Machtübernahme durch die Nationalsozialisten wurde Corsing im Februar 1933 ins Preußische Justizministerium versetzt. Im Juni 1933 wurde er entlassen.
Nach Kriegsbeginn wurde Corsing in Berlin  vom Arbeitsamt zum sogenannten Geschlossenen Arbeitseinsatz herangezogen. Er und seine Frau Hildegard konnten 1943 bis 1945 in die Illegalität untertauchen und so der Deportation entgehen. Das Regime entzog ihm die deutsche Staatsangehörigkeit.
Während dieser Jahre schrieb er eine 290-seitige Biographie des französischen Marschalls Jean Baptiste Bernadotte, der später als König Karl XIV. Johann den schwedischen Thron bestieg. Das bis heute häufig zitierte Buch erschien 1946 beim Berliner Verlag Albert Nauck. Es wurde 1960 bei Neff (Wien) abermals aufgelegt.
Nach Kriegsende nahm er am Wiederaufbau der Jüdischen Gemeinde zu Berlin teil. Er war Mitglied der Repräsentantenversammlung und Gemeindevorsteher. Er schrieb Artikel für die 1946 gegründete Wochenzeitung Der Weg.
Außerdem engagierte sich Corsing ab Januar 1946 mit anderen Sozialdemokraten als auch Kommunisten für einen Wiederaufbau der Justiz. Im Auftrag der Sowjetischen Militäradministration in Deutschland (SMAD) organisierten der frühere liberale Reichsjustizminister Eugen Schiffer und frühere Ministerialbeamte Hermann Emil Kuenzer eine neue Deutsche Zentralverwaltung der Justiz. Corsing wurde Leiter der Abteilung III, deren Hauptaufgabe – neben der Presse- und Rundfunkarbeit – „die Überwachung der Tätigkeit der Gerichte auf den Gebieten der Strafgerichtsbarkeit, der Zivilgerichtsbarkeit und der freiwilligen Gerichtsbarkeit“ sein sollte. Corsing ging es um die „Sicherung und Verankerung des neuen demokratischen Staates“. Zu den Reformgedanken gehörte, die den Zugang zur bisher sehr elitären Richter- und Staatsanwaltslaufbahn zu öffnen und „volkstümlicher“ zu rekrutieren. Er schied jedoch im Oktober 1946 auf eigenen Wunsch aus.
Corsing wurde bei der Delegiertenkonferenz der Opfer des Faschismus von Groß-Berlin am 23. November 1946 in den Vorbereitenden Ausschuss zur Gründung eines Landesverbands der Vereinigung der Verfolgten des Naziregimes (VVN) gewählt.
1946–1947 wurde Corsing, der seit Jahrzehnten in Berlin-Wilmersdorf lebte, von der amerikanischen Militärregierung (OMGUS) als wissenschaftlicher Berater herangezogen, insbesondere für den Berliner Zweig der alliierten Anklagebehörde für die Kriegsverbrechen. So arbeitete er mit Robert Kempner zusammen, dem Stellvertreter des US-Chefanklägers Robert H. Jackson.
Im Juli 1947 emigrierte Corsing in die Vereinigten Staaten.
In New York wurde er 1949 Direktor der Beratungsstelle für Wertpapierbereinigung, dem German Information Office for Security Clearance bzw. Securities Settlement Advisory Agency of the German Federal Republic. Dieses Büro am Broadway 29 war eine Vertretung des Bonner Bundesfinanzministeriums, die Rückgabe- und Entschädigungsansprüche von Opfern der Nationalsozialisten regulierte. Die Grundlage war das Wertpapierbereinigungsgesetz. Die Aufgabe erfüllte er bis 1953.
Im Juni 1954 erhielt Corsing die amerikanische Staatsbürgerschaft. Er und seine Frau Hildegard wurden im New Yorker Ortsteil Jackson Heights (Queens) ansässig.
Er war Mitglied der deutschen Gruppe der Schriftstellervereinigung PEN-Club London. In New York war er auch als Übersetzer tätig. So übersetzte er The San Quentin Story des früheren Gefängnisdirektors des Sand Quentin State Prison, Clinton T. Duffy, einem erklärten Gegner der Todesstrafe und Befürworter eines humanen Strafvollzugs. Die Übersetzung erschien 1951 unter dem Titel Zuchthaus in San Franzisko in Frankfurt am Main.
Das Sterbejahr in manchen Kurzbiografien falsch angegeben (1959, 1962). Tatsächlich starb er amtlich nachweisbar am 9. Dezember 1961 mit 73 Jahren in New York. Er wurde in Paramus, Bergen County, New Jersey, bestattet. Sein Grab ist im Cedar Park Cemetery.
Die jüdische New Yorker Zeitschrift Aufbau widmete ihm einen längeren Nachruf, der seine politische und diplomatische Bedeutung würdigte. Er beschrieb Corsing als „liebenswerten, liebenswürdigen, stillen und sehr kultivierten Menschen, der stets eine innere Heiterkeit ausstrahlt“.

## Schriften (Auswahl)
- (1912). Das konfessionelle Element im preußischen Volksschulrecht. Dissertation, Juristische Fakultät, Königlich Bayrische Julius-Maximilians-Universität Würzburg, Hochschulschrift, Druck W. Rohr, Berlin (124 Seiten, OCLC 1424953071) [Volltext bei HathiTrust]
- (1928). Ausgewählte Kapitel aus dem Namensrecht. Das Standesamt (StAZ), S. 358ff.
- (1930). Soll die Todesstrafe Gesetz bleiben? Ein Beitrag zu ihrer Entwicklungsgeschichte Alfred Metzner: Berlin.
- (1934). Der Weg des Lebens. o. V.[35]
- (1946, 8. März). Das Tor in die Welt. In: Der Weg, Nr. 1, S. 2.
- (1947). Jean Baptiste Bernadotte. Nauck: Berlin. [Inhaltsverzeichnis GBV] Wiederaufgelegt (1960) bei Neff: Wien.
- (1951). Zuchthaus in San Franzisko. [Übersetzung von Clinton T. Duffy, The San Quentin Story.] Metzner: Frankfurt am Main.